# Kribi
Kribi é uma cidade dos Camarões localizada na província de Sul. Kribi é a capital do departamento de Océan.